# Roger Peterson
Roger Arthur Peterson (Alta, 24 de maio de 1937 – Clear Lake, 3 de fevereiro de 1959) foi um piloto estadunidense, que ficou conhecido por ser o piloto do avião que caiu matando Buddy Holly, Ritchie Valens e The Big Bopper, em um evento que depois ficou conhecido como "o dia em que a música morreu".

## Primeiros anos e carreira como piloto
Nascido e crescido em Alta, Iowa, mais velho de quatro filhos de Arthur e Pearl Peter, ganhou sua licença de piloto privado em outubro de 1955 seguida de sua graduação na escola local. Três anos depois, ganhou sua licença de piloto comercial e foi contratado pela Dwyer Flying Service nas proximidades de Mason City, Iowa. Em 14 de setembro de 1958, Peterson casou-se com sua namorada de adolescência, Deanne Lenz, e estabeleceram residência em Clear Lake, Iowa, a uma pequena distância de Mason City, onde os dois trabalhavam. Em janeiro de 1959, Peterson recebeu sua certificação como um instrutor de voo limitado, embora ele estivesse trabalhando como Instrument Flight Rating, não era certificado para voos noturnos.

## O acidente

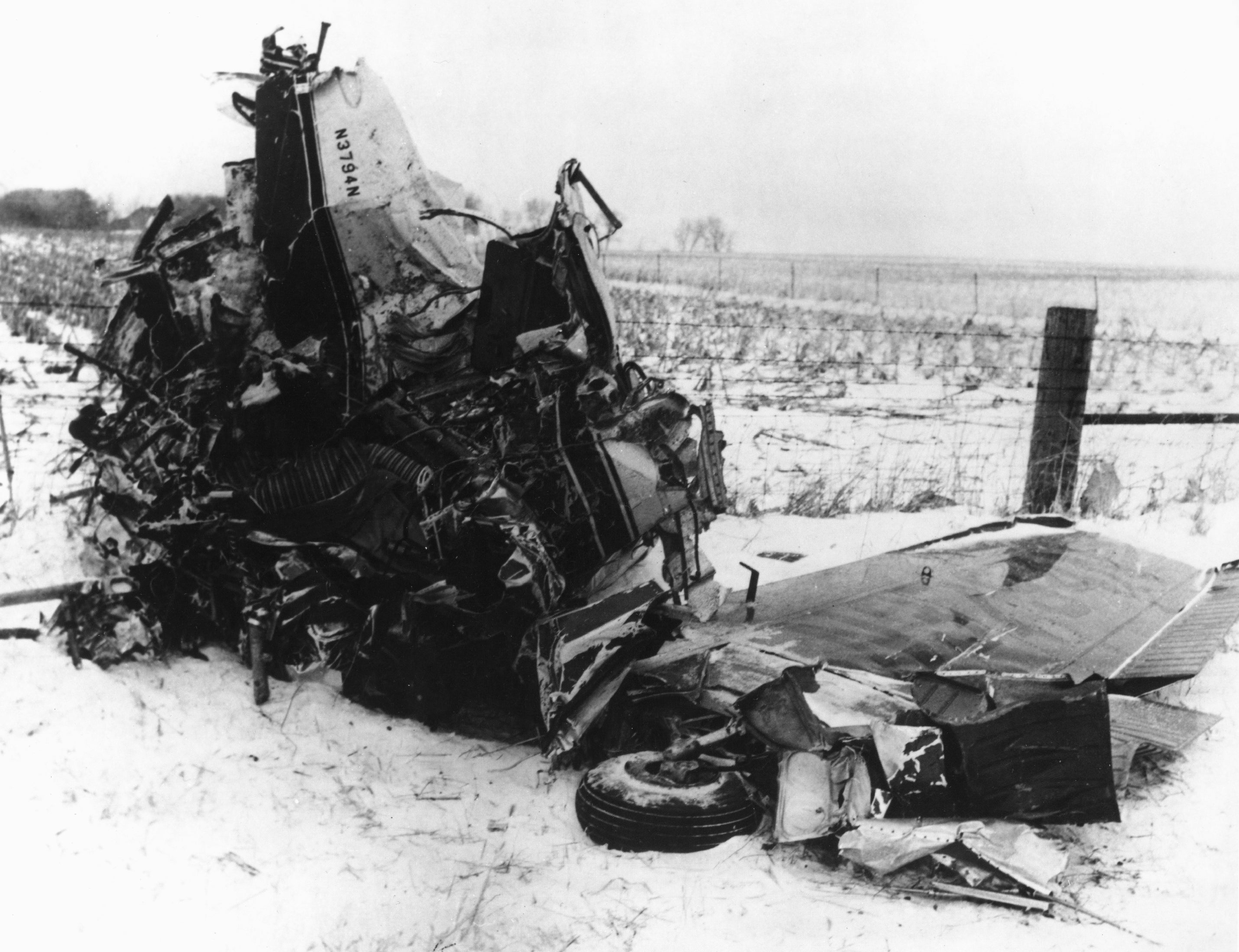
O Beechcraft Bonanza pilotado por Peterson na hora do acidente.

Após um show em Clear Lake, Buddy Holly, Ritchie Valens e The Big Bopper, cansados das longas e desgastes viagens de ônibus, optam por ir ao próximo show em um avião fretado, pilotado por Roger Peterson. Mas, minutos após a decolagem, o avião de pequeno porte caiu em um milharal.

### Investigações
Investigações concluíram que o acidente foi provocado por uma combinação de mau tempo e erro humano. Peterson, operando em voo por instrumentos, ainda estava sendo testado nesta especialidade, não sendo habilitado para pilotar em condições climáticas não visuais, que requeriam que operação da aeronave fosse feita apenas por orientação dos instrumentos. O inquérito final da Civil Aeronautics Board observou que Peterson havia sido treinado em aeronaves equipadas com horizonte artificial, não tendo portanto experiência com o incomum giroscópio indicador de altitude Sperry F3 utilizado no Bonanza. Para piorar a situação, os dois instrumentos indicavam o eixo de uma aeronave de maneira exatamente oposta; isso levou os investigadores a concluírem que Peterson pode ter pensado que estava subindo quando estava, de fato, descendo. Eles também descobriram que Peterson não recebeu alertas adequados sobre as condições climáticas, o que, dado seus conhecimentos limitados, poderia tê-lo feito adiar o voo.

## Legado

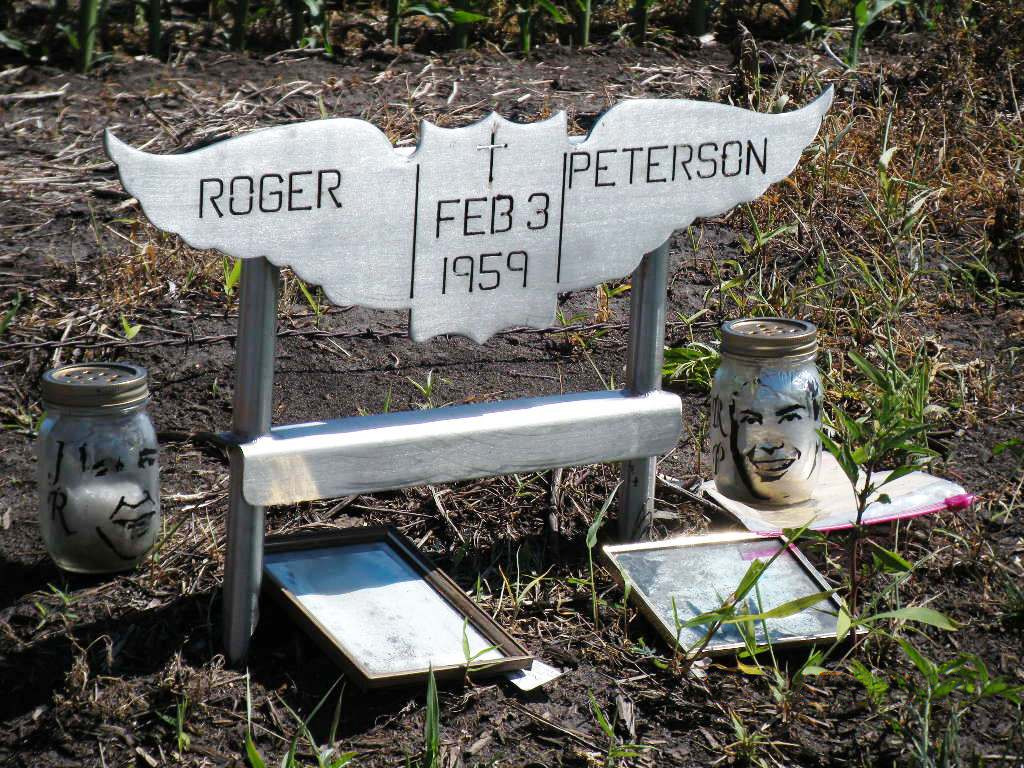
Monumento construído no local do acidente

Um serviço memorial para Peterson foi realizado na Redeemer Lutheran Church em Ventura, Iowa, em 5 de fevereiro. O funeral foi realizado no dia seguinte na St. Paul Lutheran Church em sua cidade natal de Alta. Ele foi enterrado em Buena Vista Memorial Cemetery próximo a Storm Lake. Seus pais receberam cartas de condolências das famílias de Holly e Valens.

### Monumentos
Em fevereiro de 2009, Ken Paquette, um fã das músicas dos anos 1950, construiu um memorial para Peterson no local do acidente.